# Bahnhof Matsuda
Der Bahnhof Matsuda (jap. 松田駅, Matsuda-eki) ist ein Bahnhof auf der japanischen Insel Honshū, betrieben von der Bahngesellschaft JR Central. Er befindet sich in der Präfektur Kanagawa auf dem Gebiet der Stadt Matsuda.

## Verbindungen
Matsuda ist ein Trennungsbahnhof an der Gotemba-Linie, die von Kōzu nach Numazu führt. Auf ihr verkehren Regionalzüge in einem unregelmäßigen Takt (ca. alle 30 bis 60 Minuten), hinzu kommen zu den Hauptverkehrszeiten einzelne Verstärkerzüge von Kōzu nach Gotemba. Auf dem Teilstück zwischen Gotemba und Matsuda verkehrt dreimal täglich an Werktagen sowie viermal täglich an Wochenenden der Fujisan, ein von der Bahngesellschaft Odakyū Dentetsu betriebener Schnellzug (bis zum Fahrplanwechsel im März 2018 Asagiri genannt). Dieser nutzt unmittelbar östlich des Bahnhofs Matsuda ein Verbindungsgleis, um auf die Odakyū Odawara-Linie zu gelangen und fährt anschließend bis zum Bahnhof Shinjuku im Zentrum von Tokio.

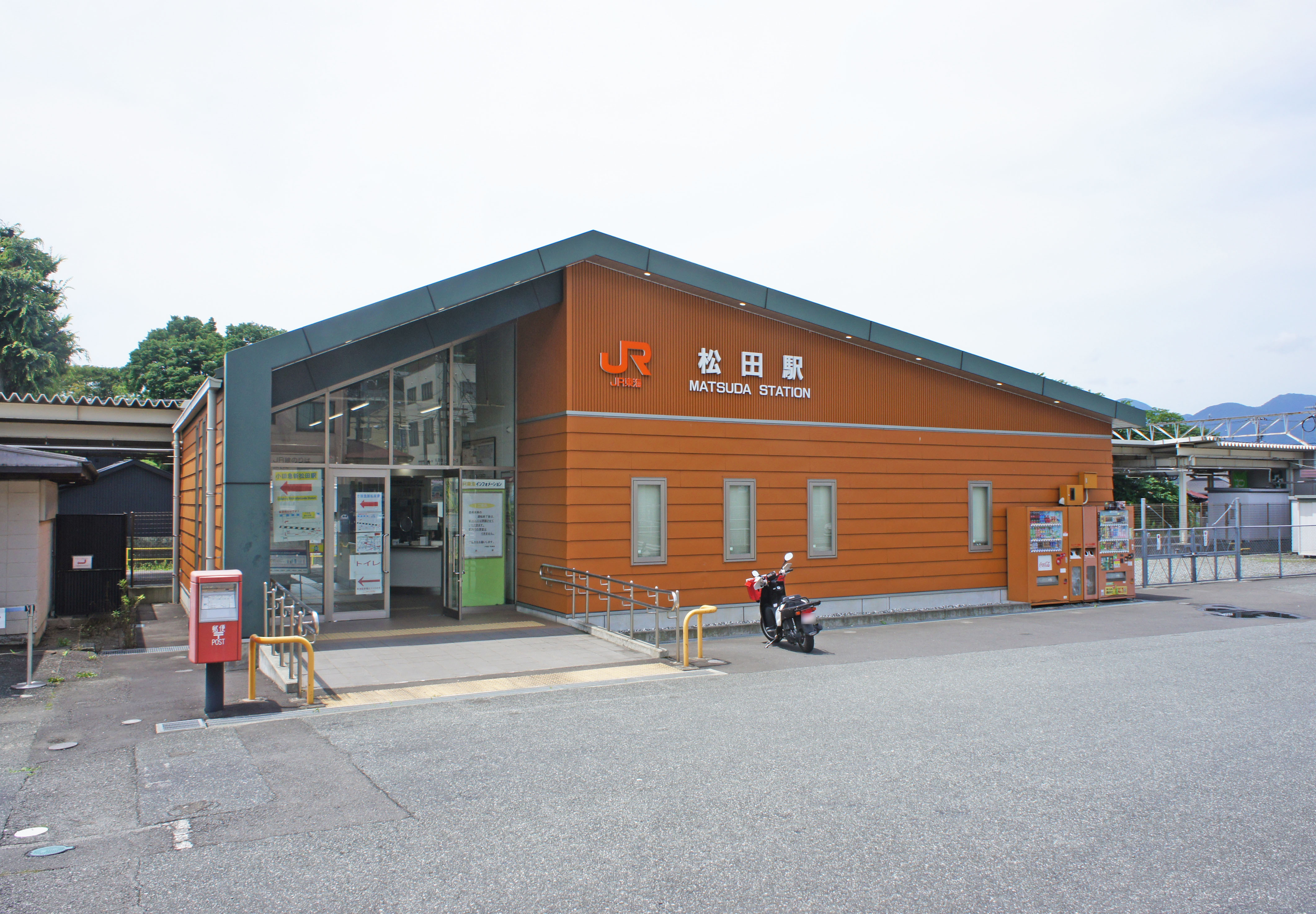
Nordausgang (Juni 2022)

## Anlage
Der Bahnhof liegt im Stadtzentrum und ist von Südosten nach Nordwesten ausgerichtet. Er besitzt drei Gleise, die alle dem Personenverkehr dienen. Sie liegen am Hausbahnsteig und an einem überdachten Mittelbahnsteig. Dieser ist einerseits über eine gedeckte Überführung am westlichen Ende mit dem Empfangsgebäude an der Nordseite der Anlage verbunden, andererseits vom östlichen Ende durch eine Unterführung zum kleineren südlichen Empfangsgebäude. Von dort aus sind es zu Fuß etwa 100 Meter bis zum Bahnhof Shin-Matsuda von Odakyū. Dazwischen liegt ein kleiner Busterminal, der von zehn Buslinien der Gesellschaften Hakone Tozan Bus und Fujikyū Shōnan Bus bedient wird.
Die Güterverkehrsgesellschaft JR Freight führt Einzelwagenverkehr für ortsansässige Unternehmen durch und nutzt zu diesem Zweck zwei zusätzliche Rangiergleise. Ebenso werden über Matsuda neue Schienenverkehrsfahrzeuge der Gesellschaften Odakyū und Hakone Tozan Tetsudō angeliefert.
Im Jahr 2016 nutzten täglich durchschnittlich 3316 Fahrgäste den Bahnhof.

## Gleise
| 1 | ▉ Odawara-Linie | Gotemba bzw. Shinjuku |
| 2 | ▉ Gotemba-Linie | Kōzu                  |
| 2 | ▉ Gotemba-Linie | Gotemba • Numazu      |

## Linien
| Verlauf der Gotemba-Linie |
| --- |
| Kōzu • Shimosoga • Kami-Ōi • Sagami-Kaneko • Matsuda • Higashi-Yamakita • Yamakita • Yaga • Suruga-Oyama • Ashigara • Gotemba • Minami-Gotemba • Fujioka • Iwanami • Susono • Nagaizumi-Nameri • Shimo-Togari • Ōoka • Numazu |

## Geschichte

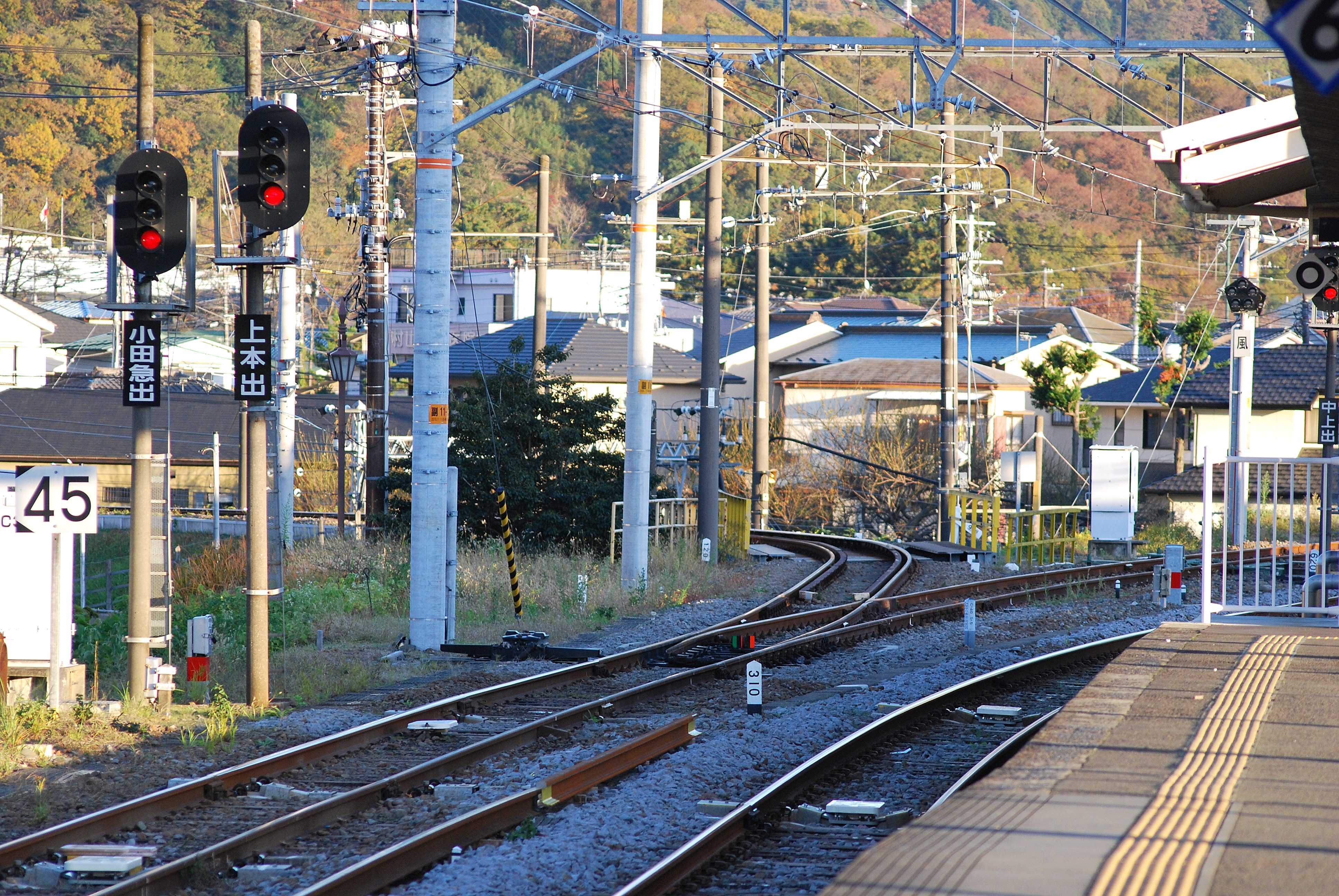
Verbindungsgleis zur Odakyū Odawara-Linie

Die staatliche Eisenbahn eröffnete am 1. Februar 1889 ein Teilstück der Tōkaidō-Hauptlinie, das sich von Kōzu über Matsuda, Gotemba und Numazu bis nach Shizuoka erstreckte. Fünf Monate später, am 1. Juli 1889, war die gesamte Tōkaidō-Hauptlinie zwischen Tokio und Kōbe durchgehend befahrbar. Das kleine Städtchen Matsuda erlebte durch seine Lage am wichtigsten Transportweg Japans einen rasanten Aufschwung. Die Verkehrsströme begannen sich am 1. April 1927 markant zu verlagern, als die private Odakyū Dentetsu den nahe gelegenen Bahnhof Shin-Matsuda an der Odawara-Linie eröffnete. Auf dieser war die Hauptstadt Tokio bedeutend schneller zu erreichen. Zu einem weiteren Bedeutungsverlust kam es am 1. Dezember 1934 mit der Eröffnung der Neubaustrecke über Atami, die den gesamten überregionalen Verkehr der Tōkaidō-Hauptlinie auf sich lenkte. Die alte Gebirgsstrecke über Matsuda war nur noch eine Nebenlinie von regionaler Bedeutung und erhielt die neue Bezeichnung Gotemba-Linie.
Aufgrund einer Vereinbarung zwischen der Japanischen Staatsbahn und Odakyū Dentetsu begann letztere am 1. Oktober 1955 ein kurz zuvor fertiggestelltes Verbindungsgleis beim Bahnhof Matsuda zu nutzen, um Schnellzüge bis nach Gotemba führen zu können. Der Bau dieser Verbindung war kurz vor dem Ende des Pazifikkrieges auf Wunsch der Armee begonnen worden, blieb dann aber zehn Jahre lang unvollendet. Ebenfalls ab 1955 verkehrten Dieseltriebwagen auf der Gotemba-Linie. Bahnstrecke und Verbindungsgleis wurden am 27. April 1968 elektrifiziert. Aus Kostengründen gab die Staatsbahn am 15. November 1982 den Güterumschlag auf, am 1. Februar 1984 stellte sie auch die Gepäckaufgabe ein. Im Rahmen der Staatsbahnprivatisierung ging der Bahnhof am 1. April 1987 in den Besitz der neuen Gesellschaft JR Central über. Seit 1. Oktober 1994 führt JR Freight wieder Güterverkehr in Matsuda durch.